# Scifì
Scifì is een plaats (frazione) in de Italiaanse gemeente Forza d'Agrò.